# Paraethecerus elongatus
Paraethecerus elongatus är en stekelart som beskrevs av Perkins 1953. Paraethecerus elongatus ingår i släktet Paraethecerus, och familjen brokparasitsteklar. Inga underarter finns listade i Catalogue of Life. Arten är reproducerande i Sverige.